# Labruyère-Dorsa
Labruyère-Dorsa (em occitano:  La Bruguièra Dorçan) é uma comuna francesa na região administrativa da Occitânia, no departamento do Alto Garona. Estende-se por uma área de 2.19 km², com 290 habitantes, segundo o censo de 2018, com uma densidade de 130 hab/km².